# Sergio Vittor

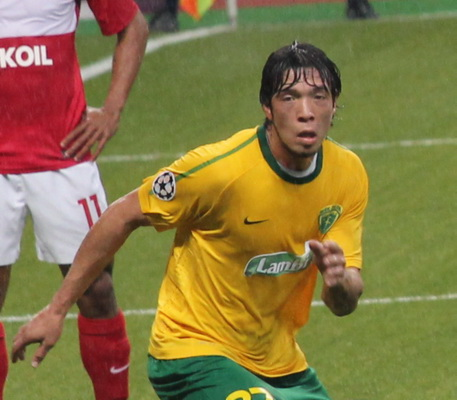
Vittor jugando un partido contra el Spartak de Moscú en la Liga de Campeones de la UEFA 2009-10.

Sergio Javier Vittor (La Plata Provincia de Buenos Aires, Argentina, 9 de junio de 1989) es un futbolista que juega como defensor. Actualmente juega en el Club Atlético Banfield de la Liga Profesional Argentina.

## Trayectoria
Se inició en las inferiores del Club Atlético Independiente, donde se sumó al plantel profesional en 2007. Sin embargo, no debutó hasta un año después y nunca pudo explotar bajo las órdenes del entrenador Américo Gallego, que solía utilizar a Walter Acevedo o a Fernando Godoy en su posición. Fue cedido a préstamo por 6 meses al club MSK Zilina de Eslovaquia  donde ganó la Corgoň Liga y Supercopa de Eslovaquia locales jugando siempre como titular.
A principios de 2011 volvió al Club Atlético Independiente tras el vencimiento de préstamo de 6 meses sin opción de compra. Ya que el técnico Antonio Mohamed no lo tuvo en cuenta durante el primer semestre del 2011, a mitad de año, pasó a Gimnasia y Esgrima La Plata a modo de préstamo por una temporada. En julio de 2012 ficha en Gimnasia de Jujuy, con el pase en su poder. En julio de 2013 abandonó Gimnasia de Jujuy para fichar por la Asociación Atlética Argentinos Juniors. En julio de 2014 fue fichado por Atlético Rafaela. Luego, pasó a Racing Club de Avellaneda, institución que en 2017 lo cedió en préstamo al club Universidad de Concepción de Chile, con el cual en 2018 consiguió el subcampeonato de la liga local, logrando clasificar por primera vez a la Copa Libertadores de América.
El 31 de diciembre de 2018 vence el préstamo de Racing a Universidad de Concepción, por lo que el jugador fue cedido a Universidad de Chile para la temporada 2019 completa, la cual no llega a concluir en el club, pues el mismo jugador pide el fin de su cesión debido a su deplorable rendimiento y la incomodidad que ello le acarreaba, de esa manera abandonando Chile para integrarse a Banfield, club donde concluiría el resto de la temporada 2019.

## Estadísticas

### Clubes
- Actualizado al último partido disputado el 18 de febrero de 2021.

| C. A. Independiente Argentina           |                     |                     |     |    |   |    |    |    |     |      |      |
| 1.ª                                     | 2008-09             | ¿?                  | 0   | -  | - | 0  | 0  | +0 | 0   | 0,00 |      |
| 1.ª                                     | 2009-10             | ¿?                  | 0   | -  | - | -  | -  | +0 | 0   | 0,00 |      |
| Total club                              | Total club          | 29                  | 0   | -  | - | 0  | 0  | 29 | 0   | 0,00 |      |
| M. Š. K. Žilina · Eslovaquia            |                     |                     |     |    |   |    |    |    |     |      |      |
| 1.ª                                     | 2010-11             | 5                   | 1   | 0  | 0 | 2  | 0  | 7  | 1   | 0,14 |      |
| Total club                              | Total club          | 5                   | 1   | 0  | 0 | 3  | 0  | 7  | 1   | 0,14 |      |
| C. Gimnasia y Esgrima L. P. Argentina   |                     |                     |     |    |   |    |    |    |     |      |      |
| 2.ª                                     | 2011-12             | 16                  | 1   | 2  | 0 | -  | -  | 18 | 1   | 0,05 |      |
| Total club                              | Total club          | 16                  | 1   | 2  | 0 | -  | -  | 18 | 1   | 0,05 |      |
| Gimnasia de Jujuy Argentina             |                     |                     |     |    |   |    |    |    |     |      |      |
| 2.ª                                     | 2012-13             | 27                  | 0   | 0  | 0 | -  | -  | 27 | 0   | 0,00 |      |
| Total club                              | Total club          | 27                  | 0   | 0  | 0 | -  | -  | 27 | 0   | 0,00 |      |
| A. A. Argentinos Juniors Argentina      |                     |                     |     |    |   |    |    |    |     |      |      |
| 1.ª                                     | 2013-14             | 29                  | 0   | 0  | 0 | -  | -  | 29 | 0   | 0,00 |      |
| Total club                              | Total club          | 29                  | 0   | 0  | 0 | -  | -  | 29 | 0   | 0,00 |      |
| A. M. S. D. Atlético Rafaela Argentina  |                     |                     |     |    |   |    |    |    |     |      |      |
| 1.ª                                     | 2014                | 19                  | 3   | 4  | 0 | -  | -  | 23 | 3   | 0,13 |      |
| Total club                              | Total club          | 19                  | 3   | 4  | 0 | -  | -  | 23 | 3   | 0,13 |      |
| C. A. Banfield Argentina                |                     |                     |     |    |   |    |    |    |     |      |      |
| 1.ª                                     | 2015                | ¿?                  | ¿?  | 1  | 0 | 0  | 0  | +1 | +0  | 0,00 |      |
| Racing Club Argentina                   |                     |                     |     |    |   |    |    |    |     |      |      |
| 1.ª                                     | 2016                | ¿?                  | ¿?  | 2  | 0 | 6  | 0  | +8 | +0  | 0,00 |      |
| 1.ª                                     | 2016-17             | ¿?                  | ¿?  | 0  | 0 | 7  | 0  | +8 | +0  | 0,00 |      |
| 1.ª                                     | 2017-18             | ¿?                  | ¿?  | 0  | 0 | 0  | 0  | +0 | +0  | 0,00 |      |
| Total club                              | Total club          | 37                  | 2   | 2  | 0 | 13 | 0  | 52 | 2   | 0,03 |      |
| C. D. Universidad de Concepción · Chile |                     |                     |     |    |   |    |    |    |     |      |      |
| 1.ª                                     | 2018                | 32                  | 2   | 0  | 0 | -  | -  | 32 | 2   | 0,06 |      |
| Total club                              | Total club          | 32                  | 2   | 0  | 0 | 0  | 0  | 32 | 2   | 0,06 |      |
| C. Universidad de Chile · Chile         |                     |                     |     |    |   |    |    |    |     |      |      |
| 1.ª                                     | 2019                | 8                   | 0   | 0  | 0 | 2  | 0  | 2  | 0   | 0,00 |      |
| Total club                              | Total club          | 8                   | 0   | 0  | 0 | 2  | 0  | 2  | 0   | 0,00 |      |
| C. A. Banfield Argentina                |                     |                     |     |    |   |    |    |    |     |      |      |
| 1.ª                                     | 2019-20             | ¿?                  | ¿?  | 0  | 0 | 0  | 0  | +0 | +0  | 0,00 |      |
| Total club                              | Total club          | 41                  | 4   | 1  | 0 | 0  | 0  | 42 | 4   | 0,10 |      |
| Damac F. C. Arabia Saudita              |                     |                     |     |    |   |    |    |    |     |      |      |
| 1.ª                                     | 2019-20             | 0                   | 0   | 0  | 0 | 0  | 0  | 0  | 0   | 0,00 |      |
| 1.ª                                     | 2020-21             | 0                   | 0   | 0  | 0 | 0  | 0  | 0  | 0   | 0,00 |      |
| Total club                              | Total club          | 0                   | 0   | 0  | 0 | 0  | 0  | 0  | 0   | 0,00 |      |
| Total en su carrera                     | Total en su carrera | Total en su carrera | 235 | 13 | 9 | 0  | 17 | 0  | 261 | 13   | 0,05 |
| 1. 2. 3.                                |                     |                     |     |    |   |    |    |    |     |      |      |

## Palmarés

### Títulos nacionales
| Título                  | Club   | País       | Año  |
| ----------------------- | ------ | ---------- | ---- |
| Superliga de Eslovaquia | Žilina | Eslovaquia | 2010 |
| Supercopa de Eslovaquia | Žilina | Eslovaquia | 2010 |